# Kamila Biedrzycka
Kamila Maria Biedrzycka (ur. 21 marca 1984) – polska dziennikarka radiowo-telewizyjna.

## Życiorys
Absolwentka politologii na wydziale Dziennikarstwa i Nauk Politycznych Uniwersytetu Warszawskiego. Debiutowała w radiu TOK FM, gdzie była współautorką i współprowadzącą Raportu Gospodarczego oraz Magazynu Gospodarczego. W latach 2007–2010 pracowała w RMF FM, zajmując się polityką i służbą zdrowia. W 2010 r. prowadziła relacje z Sejmu w TVN24. Ze stacją rozstała się 30 listopada 2011. Od stycznia 2012 r. pracowała w TVP, gdzie relacjonowała wydarzenia z Sejmu w TVP Info. Prowadziła także program publicystyczny „Gość Poranka” oraz sporadycznie pojawiała się w innych programach TVP komentując bieżące wydarzenia. Po decyzjach prezesa TVP Jacka Kurskiego odeszła z Telewizji Polskiej 21 marca 2016. Od grudnia 2016 r. do czerwca 2017 r. była dziennikarką telewizji WP, gdzie prowadziła poranny program „#dzieńdobryWP”. Prowadziła także program informacyjny #dziejesię18:30. Następnie od maja 2018 do lipca 2019 była dziennikarką telewizji Superstacja, gdzie prowadziła program „Raport”. Od lipca 2018 r. współpracuje z dziennikiem Super Express, na którego łamach publikuje wywiady i artykuły, a od września 2019 prowadzi także internetowe rozmowy z politykami w programie „Express Biedrzyckiej”. Od 4 lutego 2024 na antenie TVP Info prowadzi program publicystyczny „Woronicza 17”, w którym politycy różnych opcji omawiają aktualne wydarzenia.

## Życie prywatne
Była żoną Romana Osicy, lidera zespołu Poparzeni Kawą Trzy oraz dziennikarza Radia Zet, z którym ma córkę Polę.